# Accidente de helicóptero de Ménaka de 2019
El 25 de noviembre de 2019 dos helicópteros militares franceses, que eran parte de la Operación Barkhane, se estrellaron en el norte de Malí y murieron 13 soldados. Fue el incidente con más víctimas mortales que involucró al ejército francés desde el atentado contra los cuarteles en Beirut en 1983.

## Accidente
Un helicóptero de ataque francés Eurocopter Tiger chocó con un helicóptero de transporte militar Eurocopter AS532 Cougar a baja altitud durante la noche, mientras viajaba cerca de la ciudad de Ménaka, en el norte de Malí. Los helicópteros estaban en medio de una persecución a fuerzas militantes en vehículos y motocicletas, después de que las fuerzas terrestres pidieran apoyo aéreo. Por razones desconocidas, los dos helicópteros chocaron y se estrellaron matando a todos a bordo.

### Bajas
Los fallecidos son seis oficiales, seis suboficiales y un cabo primero. Uno de los fallecidos, Pierre-Emmanuel Bockel, era hijo del senador francés Jean-Marie Bockel. Bockel era el piloto del helicóptero 'Cougar'.